# Cynocephalus volans
El lémur volador de Filipinas (Cynocephalus volans) es una de las dos especies de lémures voladores. Es endémico de Filipinas, donde su población se concentra en la región de Mindanao y en Bohol. A pesar de su nombre, no es un lémur; de hecho, ni siquiera es un primate.

## Descripción física

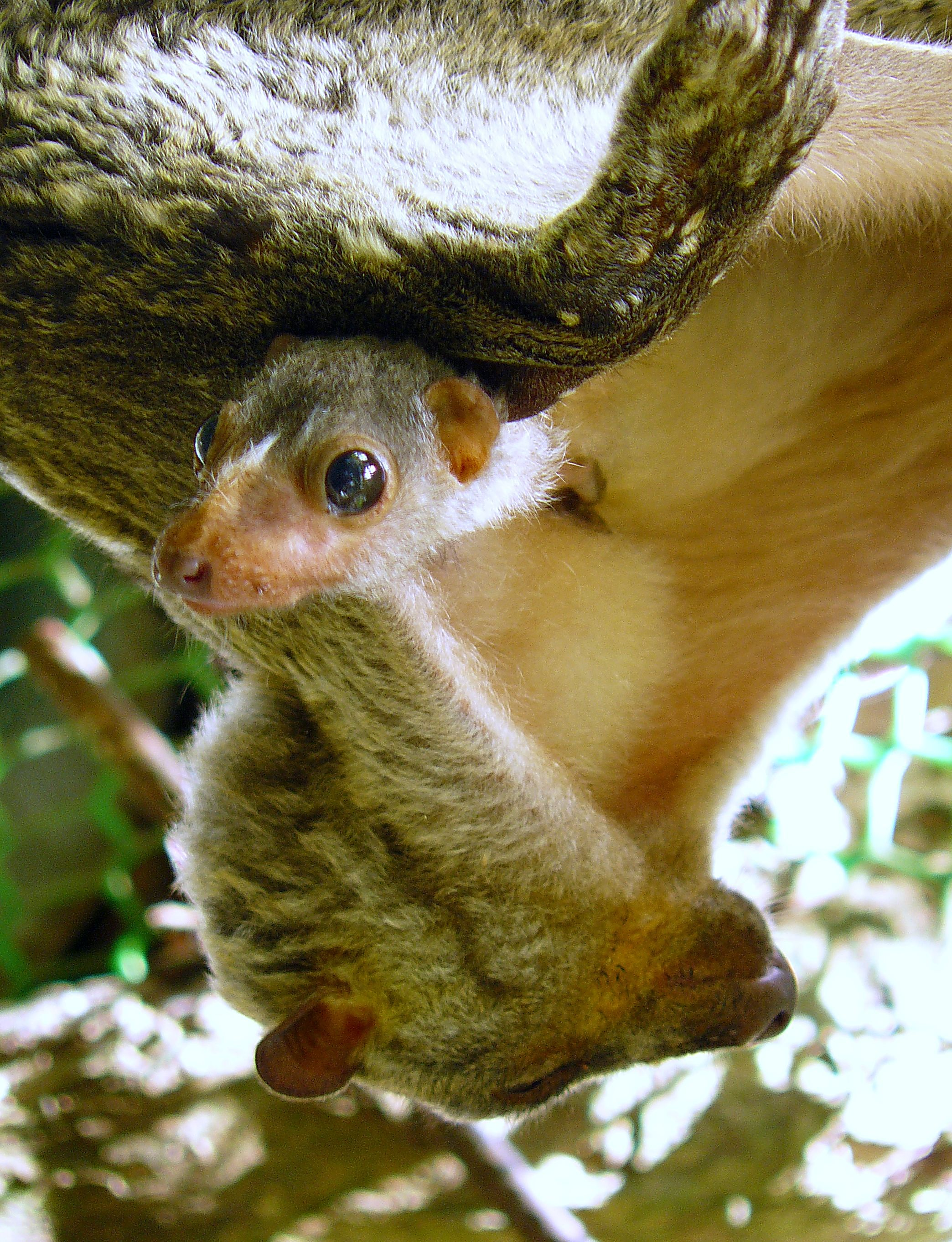
Cría de lémur volador.

El cuerpo del lémur volador de Filipinas mide aproximadamente 30 cm de largo, y poseen una membrana que une las patas y la cola, el patagio, dejando libre solo la cabeza, lo que les permite planear sobre varias decenas de metros cuando saltan de árbol en árbol. Desplegada, esta membrana puede alcanzar 60cm de anchura, formando como una especie de paracaídas. La longitud total, cola incluida es de 77 a 95 cm en la edad adulta y un peso de 1 a 1.750 kg.
El pelaje es espeso y suave, de un color grisáceo, con tonos marrones-rojizos. Para permitir un buen camuflaje en los árboles, tiene motas blancas en el dorso , y un tono dorado o amarillento en la zona del vientre. La especie relacionada de Malasia (Galeopterus variegatus) es de un tono gris más claro, con más motas blancas que el de Filipinas.
Sus patas tienen cinco dedos con unas garras fuertes, cortas y curvadas para garantizar un buen agarre en la corteza de los árboles y los miembros anteriores son prénsiles. Con el fin de aumentar todavía la superficie total del patagio, hasta los espacios entre sus dedos son palmeados.
La cabeza tiene un cierto parecido a la de un perro. El lémur volador de Filipinas tiene una excelente visión nocturna gracias a sus grandes ojos redondos. La dentición es primitiva.  Tienen la particularidad de tener  los incisivos en forma de peine que les sirven para tanto para rasgar los vegetales como para cuidar su piel.